# Warren Kealoha
Warren Daniels Kealoha (* 3. März 1903 in Honolulu, Hawaii; † 8. September 1972 ebenda) war ein US-amerikanischer Schwimmer.
Er gewann sowohl bei den Olympischen Spielen 1920 in Antwerpen als auch bei den Olympischen Spielen 1924 in Paris über 100 m Rücken die Goldmedaille. Im Jahr 1968 wurde er in die Ruhmeshalle des internationalen Schwimmsports aufgenommen.